# General Enrique Martínez
General Enrique Martínez ist eine Ortschaft in Uruguay.

## Geographie
Sie befindet sich auf dem Gebiet des Departamento Treinta y Tres in dessen Sektor 2 am Ufer des Río Cebollatí an der Grenze zum Nachbardepartamento Rocha. Wenige Kilometer östlich, flussabwärts des Cebollatí, liegt die Mündung des Arroyo del Parao. In der Nähe von General Enrique Martínez gelegene größere Ansiedlungen sind Villa Passano im Südwesten und Arrozal Treinta y Tres im Nordosten.

## Geschichte
Am 15. Oktober 1963 wurde General Enrique Martínez durch das Gesetz Nr. 13.167 in die Kategorie „Pueblo“ eingestuft. Die Ortschaft entstand als Ansiedlung nahe einer dort seinerzeit befindlichen sogenannten Saladero (Salzfleischfabrik).

## Infrastruktur

### Bildung
General Enrique Martínez verfügt mit dem am 24. April 1989 gegründeten Liceo Rural Puerto La Charqueada über eine weiterführende Schule (Liceo).

### Verkehr und Infrastruktur
Durch General Enrique Martínez führt die Ruta 91. Hier endet zudem die Ruta 17, an deren Kilometerpunkt 54 sich der einzige Hafen des Río Cebollatí befindet, der ursprünglich dem Handel mit dem Nachbarland Brasilien diente. Insbesondere wurde Dörrfleisch (Charque) exportiert, weshalb der Ort auch als La Charqueada bezeichnet wird. Eine Querung des Flusses mit der Ortschaft Cebollatí als Ziel findet in einem motorisierten Floß statt. Diese ist nicht entgeltpflichtig.
Vom Hafen aus werden heutzutage zudem Bootsfahrten mit dem eine Kapazität von 25 Passagiere aufweisenden Boot Stella Maris bis zur rund 25 Kilometer entfernten Mündung des Cebollatí in die Laguna Merín durchgeführt. Der Tourismus spielt eine nicht unbedeutende Rolle in General Enrique Martínez. In Ufernähe ist ein Campingplatz mit festen Hütten angelegt. Die Landwirtschaft und hier insbesondere Reisanbau, Viehzucht und Fischerei bilden weitere Erwerbsquellen vor Ort.

## Einwohner
General Enrique Martínez hatte bei der Volkszählung im Jahre 2011 1.430 Einwohner, davon 713 männliche und 717 weibliche.
| Jahr | Einwohner |
| ---- | --------- |
| 1963 | 922       |
| 1975 | 956       |
| 1985 | 979       |
| 1996 | 1.342     |
| 2004 | 1.513     |
| 2011 | 1.430     |

Quelle: Instituto Nacional de Estadística de Uruguay